# 이동흡
이동흡(李東洽, 1951년 1월 27일 경상북도 대구시 ~ )는 헌법재판소 재판관을 역임한 법조인이다.

## 생애
경상북도 대구시의 고성(固城) 집안에서 1951년 1월 27일 태어나 경북고등학교와 서울대학교 법학과를 졸업하고 1973년 제15회 사법시험에 합격하여 5기 사법연수원과 군 법무관을 마친 1978년 부산지방법원 판사에 임용되었다. 종교는 불교이다.
본관은이다.
부산지방법원 형사합의부 배석 판사로 재직하던 1980년 11월 24일 결심 공판에서 배석으로 관여했다가 선고 공판에 서명 날인을 하지 않은 사실이 드러나 대법원에서 파기환송되었다.
판사로 재직하면서 헌법재판소 헌법연구부장, 대법원 재판연구관, 사법연수원 교수, 사법발전위원회 위원, 언론중재위원회 위원을 역임하였던 이동흡은 2000년에 수원지방법원 수석부장판사 직무대우에 이어  2005년 2월 서울고등법원 수석부장판사로 재직하다 2005년 8월에 법원장으로 승진하여  서울가정법원에서 법원장으로 재직하던 2006년 9월에 한나라당 추천으로 국회에서 임기 6년의 헌법재판소 재판관에 임명되었다. 2012년 9월 헌법재판관에서 물러난 이후인 2013년 1월 3일 이명박 대통령에 의해 헌법재판소장 후보자로 지명되었으나 특정업무경비 유용 의혹 등으로 인해 국회 청문보고서가 채택되지 않아 41일만인 2013년 2월 13일에 헌법재판소장 후보직에서 사퇴하였다.
서울고등법원 수석부장판사로 재직하던 이동흡은 법원내 형서 재판장 9며이 모인 자리에서 "그동안 현행법을 지키지 않았던 관행을 바로잡아야 한다"고 제안하면서  선거법 전담재판부인 형사10부 재판장을 맡은 스스로도 박혁규, 유시민 의원의 재판에서 감정인·통역인·국선변호인의 일당과 여비·보수 등의 "소송비용에 대해  피고인의 부담으로 한다"는 판결했다.

## 학력
- 1962년 대구국민학교
- 1962년 ~ 1965년 능인중학교
- 1966년 ~ 1968년 경북고등학교
- 1969년 ~ 1972년 서울대학교 법학사
- ~ 1977년 서울대학교 대학원 민사법 석사
- 조지타운대학교 대학원 법학 석사

## 경력
- 1978년 부산지방법원 판사
- 1985년 서울지방법원 동부지원 판사
- 1986년 서울고등법원 판사
- 1989년 대법원 재판연구관
- 1991년 대구지방법원 민사합의부, 가사합의부 부장판사
- 1992년 대한민국 헌법재판소 헌법연구부 부장
- 1993년 수원지방법원 부장판사
- 1993년 사법연수원 교수
- 1993년 11월 3일 대법원 사법제도 발전위원회위원(겸직)[5]
- 1995년 인천지방법원 부천지원 지원장
- 1997년 서울지방법원 민사항소6부 부장판사
- 1997년 9월 1일 언론중재위원회 중재위원 (겸직)[6]
- 1998년 대전고등법원 부장판사
- 2000년 수원지방법원 수석부장판사 직무대우
- 2000년 서울고등법원 민사4부 부장판사
- 2003년 한국법학원 이사
- 2003년 2월 서울고등법원 특별6부 부장판사
- 2005년 2월 서울고등법원 수석부장판사
- 2005년 8월 서울가정법원 법원장
- 2006년 9월 ~ 2012년 9월 헌법재판소 재판관(한나라당 추천으로 국회 선출)
- 2013년 1월 3일 대한민국 헌법재판소장 후보자로 지명되었으나 특정업무경비 유용 의혹 등으로 인해 국회 청문보고서 채택 불발되었다.
- 2013년 2월 13일 헌법재판소장 후보자로 지명된지 41일만에 사퇴하였다.
- 법무법인 우면 고문변호사
- 헌법재판소 국선대리인
- 대한상사중재원 국제중재인, 국내중재인

## 주요 판결
- 대전고등법원 형사부 재판장으로 재직하던 1999년 7월 30일에 1994년 2월부터 1998년 2월까지 퇴출된 충청은행 은행장으로 재직하면서 경영이 부실한 서우주택건영에 368억원, 경원건설에 40억원을 부당하게 대출하고 대지 200평과 현금 2000만원 등 1억 6천여만원을 사례금으로 받아 구속된 전 충청은행 은행장 윤은중에 대해 징역 3년 추징금 6천만원이 선고된 원심을 깨고 징역2년 6월 추징금 6000만원을 선고했다.[7]
- 대전고등법원 특별부 재판장으로 재직하던 1999년 12월 13일에 시영아파트를 분양받고 3년이 넘도록 소유권 이전 등기를 하지 않아 과징금을 부과받은 이모씨 사건에서 1995년 7월 1일부터 시행된 부동산 실명제법  제10조 제1항에 대해 "법률은 탈세 행위를 막아 부동산 거래를 정상화한다는 취지로 제정되었음에도 탈법의 의도가 전혀 없는 사람들에게까지 과중한 금전적 부담을 주고 있다"며 헌법재판소에 위헌법률심판을 제청했다.[8] 이에 대해 헌법재판소는 2001년 5월 31일에 합헌 결정했다.(99헌가18)
- 서울고등법원 특별6부 재판장으로 재직하던 2004년 10월 27일에 무학이 공정거래위원회를 상대로 낸 대선주조 지분에 대한 매도를 요구하는 시정조치 등 취소 청구 소송에서 원고 패소 판결했다.[9] 10월 28일에  돈을 주고 청소년과 성관계를 맺은 혐의로 신상공개 처분을 받은 정모씨(29)가 "범죄사실이 알려지면 사업을 계속하기 어렵다"며 청소년보호위원회를 상대로 낸 신상공개처분취소 청구소송에서 원고 패소 판결했다.[10]  2005년 1월 5일에 2002년 6월 29일 발생한 서해교전 직전에 대북정보를 지나치게 변형 보고하고 "기무사가 표적 조사했다"고 주장하여 비밀누설과  명예훼손, 품위유지위반 등을 이유로 "정직 1개월 처분을 내린 것이 부당하다"며 한철용 소장(예비역)이 국방부장관을 상대로 낸 정직처분취소 청구소송 항소심 선고공판에서 원심을 파기하고 원고 승소 판결했다.[11]
- 서울고등법원 선거 전담 재판부인 형사10부 재판장으로 재직하던 2005년 3월 22일에 대한민국 제17대 국회의원 선거를 앞둔 2003년 9월 선거구 아파트 조기축구회 창단식에 참석해 고사상에 현금 20만원을 기부하고 같은해 12월 제주도에서 열린 이장단 단합대회에 두차례 참석해 1100만여원  상당의 음식값과 술값을 후배를 통해 지급하여 기소된  박혁규 한나라당 의원에 대해 이장단 단합대회에 대해 무죄라고 판단하여 벌금 50만원이 선고된 원심을 깨고 모두 유죄로 인정하면서 벌금 700만원을 선고했다.[12] 민주노동당을 공개 지지한 혐의로 1심에서 징역 8월 집행유예2년이 선고된 정용천 전국공무원노조 수석부위원장에 대해 징역6월 집행유예1년을 선고했다.[13] 열린우리당을 반대하는 내용의 글을 시스템클럽에 게시하여 1심에서 벌금 50만원이 선고된 군사평론가 지만원에 대해 벌금 30만원을 선고했다.[14] 3월 29일에 백원우 열린우리당 의원에 대해 "경선 당시 인쇄물을 배부한 대상은 입당 원서가 지구당이나 중앙당에 제출되지 않았던 것을 볼 때 진정한 의미의 당원이라고 보기 어렵다"며 무죄를 선고한 원심을 깨고 벌금 50만원을 선고했다.[15]

## 헌법재판관으로서 주요 의견
- 헌법재판소 전원재판부는 'BBK 사건' 진상규명을 위한 '이명박 특검법' 헌법소원에 대해 참고인 동행명령제를 제외한 나머지 조항에 대해 합헌 결정을 내렸지만 김희옥 재판관과 이동흡 재판관 2명만 법 전체에 대해 위헌 의견을 냈다.[16]
- 2008년 미국산 쇠고기 수입반대 촛불집회와 관련된 야간 집회 금지의 헌법 소원에 대하여 헌법재판소가  2009년 9월 24일에 헌법불합치로 결정할 때 "야간옥외집회 금지는 집회 및 시위의 보장과 공공의 안녕질서 유지의 조화라는 정당한 입법목적 하에 규정된 것"이라며 합헌이라고 했다.[17][18]
- 낙태죄에 대한 헌법소원 심판 사건에서 "태아가 고통을 느끼지 못하고 합병증 및 모성사망률이 현저히 낮아지는 임신초기에는 임부의 자기결정권을 존중하여 낙태를 허용해 줄 여지가 크다"면서 위헌으로 판단했으나 위헌 정족수인 6명이 미치지 못하는 4명만이 동의하여 합헌 결정되었다.[19]